# Parade planétaire
Ne doit pas être confondu avec Syzygie ou Conjonction (astronomie).
Une parade planétaire, aussi improprement appelée alignement planétaire, alignement des planètes ou alignement de planètes, est un phénomène astronomique optique qui, dans le ciel donne l'apparence que les planètes sont alignées dans l'espace,.
Lorsque les planètes sont alignées dans l'espace, il s'agit d'une syzygie.

Parade planétaire dans le ciel français le 18 juin 2022 en astronomie avec les sept planètes visibles depuis la Terre, son satellite naturel la Lune et un objet transneptunien fin.